# Dnistroveț, Bârzula
Dnistroveț (în ucraineană Дністровець) este un sat în comuna Ocna din raionul Bârzula, regiunea Odesa, Ucraina.

## Demografie
Componența lingvistică a localității Dnistroveț
     Ucraineană (77,98%)
     Română (20,18%)
     Rusă (1,83%)
Conform recensământului din 2001, majoritatea populației localității Dnistroveț era vorbitoare de ucraineană (77,98%), existând în minoritate și vorbitori de română (20,18%) și rusă (1,83%).

## Vezi și
- Românii de la est de Nistru